# Shifford Lock

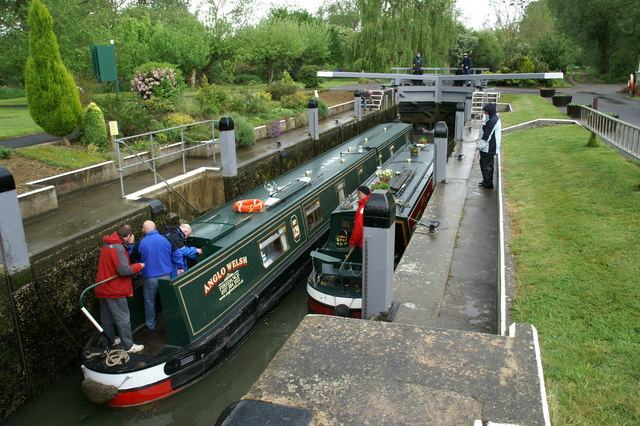
Das Shifford Lock mit zwei Booten

Das Shifford Lock ist eine Schleuse in der Themse in Oxfordshire, England. Sie liegt zwischen Shifford und Chimney an einem Kanaldurchstich, der zusammen mit der Schleuse 1898 von der Thames Conservancy angelegt wurde. Die Schleuse ersetzte eine Stauschleuse, die sich rund einen Kilometer flussabwärts befand.
Es gibt ein kleines Wehr an der Schleuse und ein großes Wehr flussaufwärts am Abzweig des jetzigen Nebenarms.

## Geschichte
Die alte Stauschleuse wurde zwischen 1829 und 1853 beseitigt. Danach gab es Beschwerden, dass der Fluss nicht tief genug sei. Gespräche über eine neue Schleuse begannen 1896 und 1898 war der Bau beendet. Der Durchstich wurde entlang eines vorhandenen Nebenarms vorgenommen, der zu diesem Zweck erheblich erweitert wurde. Es gab Bestrebungen die Schleuse Chimney Lock, zu nennen, aber der Name Shifford Lock wurde gewählt.

## Zugang zur Schleuse
Die Schleuse ist zu Fuß von Chimney entlang des Themsepfades zu erreichen. Dieser verläuft zunächst am südlichen Ufer des Durchstichs und wechselt an der Shifford Cut Footbridge auf die Nordseite, wo er bis zum Rushey Lock verläuft. Der Durchstich ist ungefähr 1,6 km lang und die Shifford Cut Footbridge befindet sich in der Mitte davon. Im weiteren Verlauf des Flusses finden sich die Tenfoot Bridge und die Tadpole Bridge.